# Liphistius rufipes
Liphistius rufipes is een spinnensoort uit de familie Liphistiidae. De soort komt voor in Thailand en Maleisië.